# Céramique mochica
 (janvier 2022).

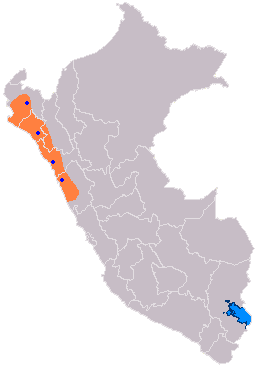
Aire d’occupation de la culture moche sur la carte du Pérou (orange)

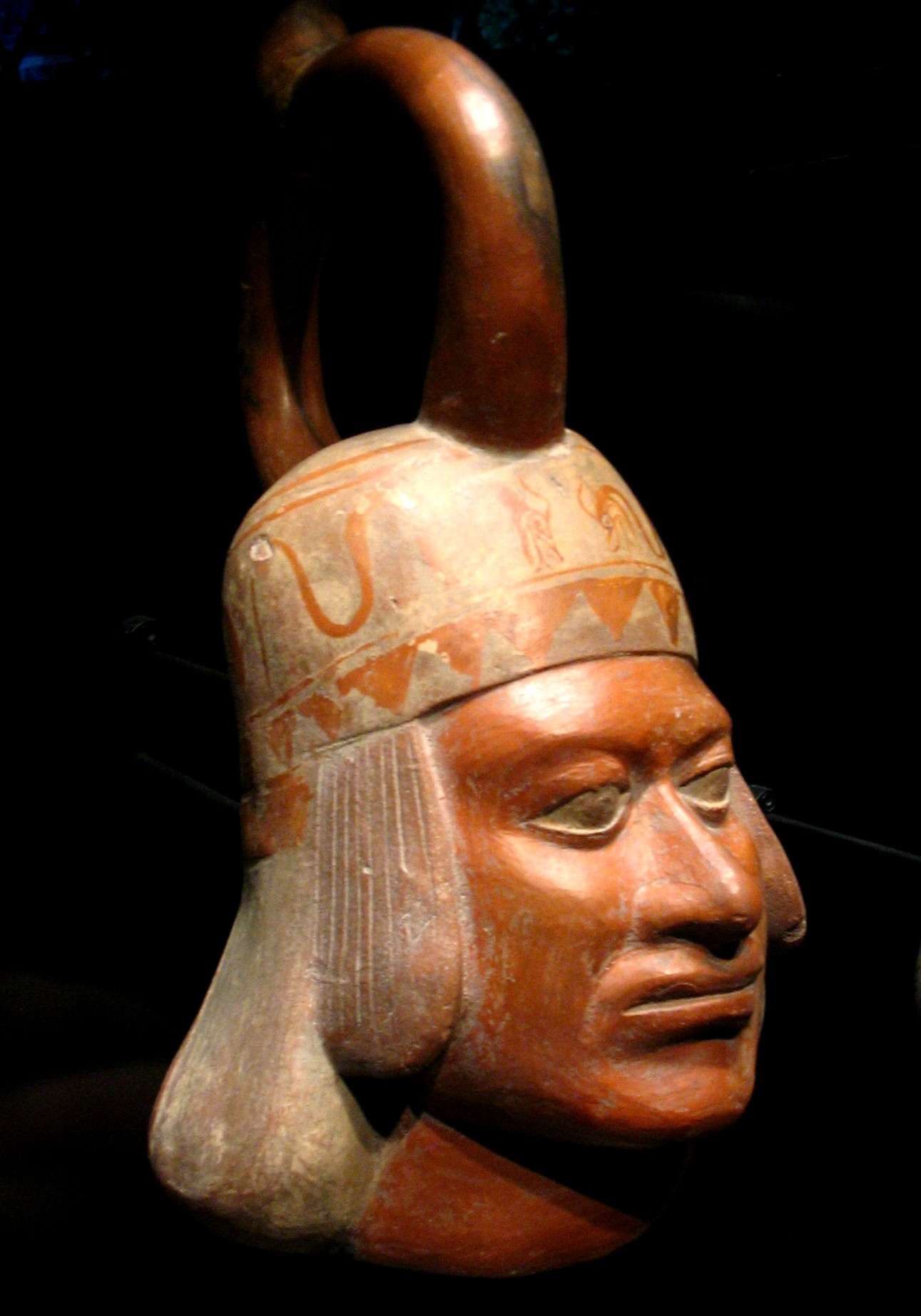
Huaco retrato : vase-portrait moche, Musée du quai Branly Paris.

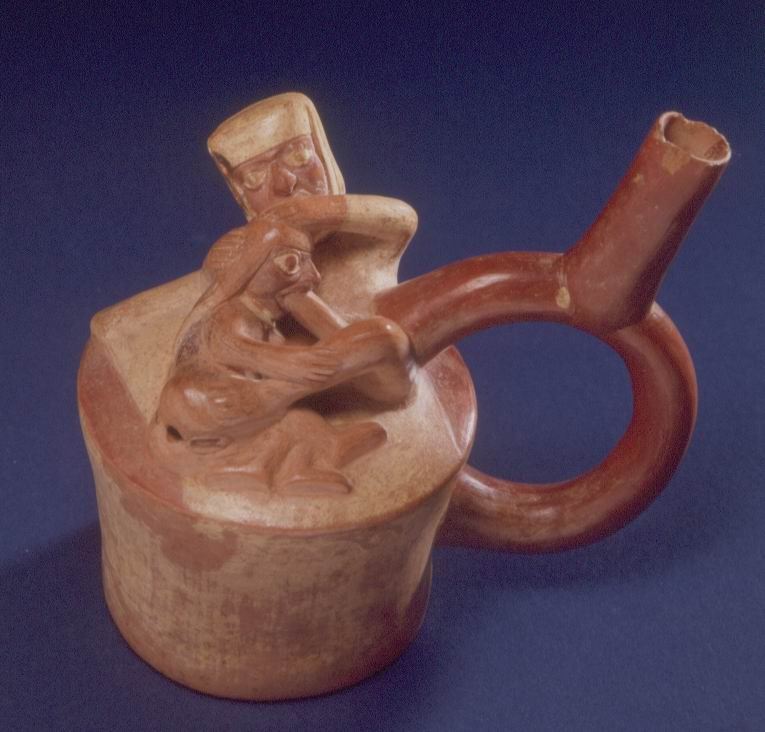
Céramique érotique moche (300 apr. J.-C.). Musée Larco Lima, Pérou.

La céramique mochica, ou moche, recouvre les créations des populations précolombiennes installées tout au long de la côte nord-péruvienne, dans les oasis côtières et sur les contreforts de la chaîne andine, de 100 av. J.-C. à 700.
La culture mochica, contemporaine de la culture nazca sud-péruvienne, est la seule civilisation précolombienne à avoir créé en céramique des scènes complexes avec interaction de personnages multiples, notamment dans sa poterie funéraire, qui était utilisée en grande quantité pour accompagner les défunts dans leur sépulture.
Moyen d’expression privilégié d’un peuple qui ne connaissait pas l’écriture, la céramique mochica revêt une importance fondamentale pour la connaissance de la culture moche ou mochica. Elle en constitue une encyclopédie visuelle sans équivalent dans aucune autre culture de l’Amérique ancienne. Son naturalisme, proche des canons esthétiques européens, explique en partie sa notoriété. L’abondance de sujets érotiques a également focalisé l’intérêt du public sur cette culture.
Les caractères stylistiques de la céramique mochica diffèrent non seulement en fonction des périodes (Mochica I à V) mais aussi en fonction de leur répartition géographique : l’extension du territoire mochica, étiré le long de la côte du Pacifique et coupé par le désert de Paiján, a donné naissance à des styles céramiques distincts chez les Mochicas du nord et ceux du sud.

## La découverte de la céramique mochica
L’archéologue péruvien Rafael Larco Hoyle (1901-1966), fondateur du musée Larco Herrera de Lima, mena à bien de nombreux travaux archéologiques et améliora grandement les connaissances sur la civilisation mochica. Il ordonna notamment la période mochica en cinq phases de développement.
Le Musée Larco basé à Lima, reste la référence en matière d'information sur la céramique mochica puisqu'il expose plus de 45 000 objets d'art précolombien (dont 38 000 céramiques), essentiellement d’origine mochica. Il constitue une précieuse source d'information pour les touristes et les chercheurs puisque son dépôt est ouvert au public et que toutes ses pièces sont cataloguées et référencées sur internet.
Beaucoup de ces pièces sont des huacos (ou guacos), terme désignant des antiquités précolombienne issues de guacas (tombes), et issue du quechua waca ("dieu de la maison").

## Procédés de fabrication

Vase-étrier représentant un chaman aveugle méditant. Il porte dans le dos son sac à herbes. Période Mochica III-IV.

Les artisans moches produisirent une grande variété de poteries : bols, plats, jarres, tasses ou bouteilles à usage rituel ou domestique. Le matériau utilisé était une argile riche en fer et en alumine. Le site de Cerro Mayal a fourni de nombreux vestiges des ateliers de poterie mochicas, avec leurs techniques de moulage et de cuisson.
La fabrication se décomposait en plusieurs phases :
- sélection de la terre et du mélange en fonction de la complexité de la pièce ;
- modelage de la matrice en terre cuite ;
- création des moules ;
- production des pièces définitives en plusieurs exemplaires[3].

### Le moulage
En fonction de leur complexité, les céramiques étaient fabriquées à l’aide de moules composés de deux ou plusieurs parties. Ces moules n’ont été que très rarement retrouvés car ils ne faisaient pas partie du matériel funéraire. Cette technique de moulage peut être rapprochée des techniques d’orfèvrerie largement maîtrisées par les populations précolombiennes.
Les moules permettaient de produire certains modèles de poteries complexes en grande quantité, vraisemblablement afin de satisfaire l’importante demande de poteries funéraires.
Les moules étaient obtenus en enrobant une matrice sculptée en terre cuite par une couche d’argile. La matrice comportait une ligne de séparation gravée en creux, probablement destinée à recevoir une cordelette fine que tirait le potier pour séparer les deux demi-coquilles du moule avant son séchage complet.
Le moulage s’effectuait en versant un mélange d’argile semi-liquide sur les parois intérieures du moule assemblé. La mince couche d’argile séchait rapidement et le retrait naturel de la terre facilitait le démoulage. Le vase était démoulé au bout de quelques minutes, la plasticité de l’argile permettait alors d’assembler les éléments complémentaires à l’aide de barbotine.
Les pièces obtenues ne comportaient pas de fond ni d’anse. Les corps moulés étaient complétés par des parties modelées séparément, comme les becs et étriers. Le fond de la poterie était placé à la fin, le potier réservant une ouverture en son centre pour passer le doigt ou un outil et parfaire l’assemblage. L’ouverture de travail était bouchée en dernier. Lorsque le sujet comportait des parties totalement closes, le potier ménageait un petit évent pour éviter l’éclatement à la cuisson.
Les potiers mochicas obtenaient grâce à cette technique des pièces de forme aux parois fines et lisses, souvent inférieures à 3 mm, qui étaient ensuite polies méticuleusement.

### Le décor

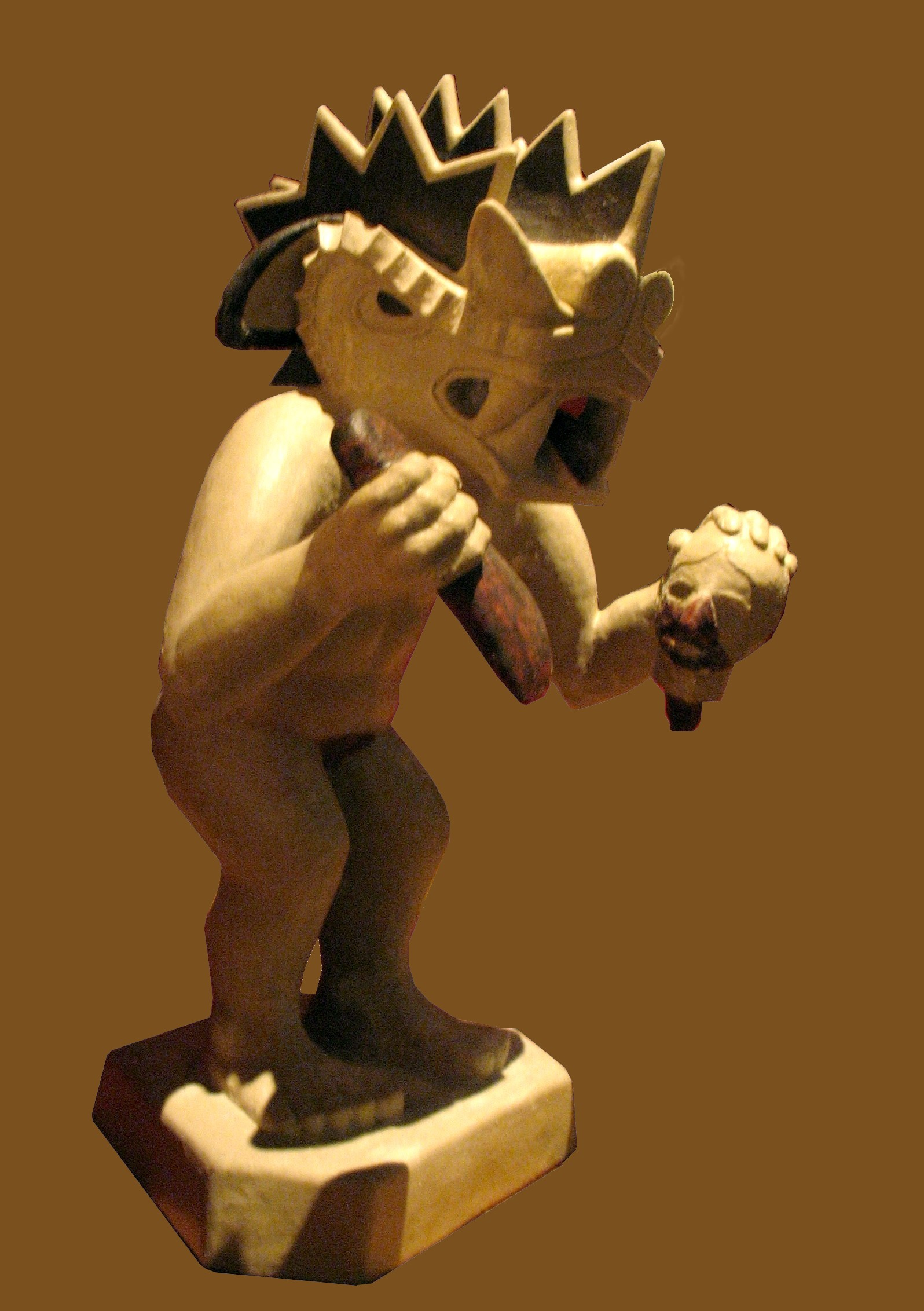
Décor sur fond crème typique de la céramique mochica. Scène de décapitation par un prêtre-guerrier (Musée de l’armée, Stockholm).

La céramique mochica a largement exploité la technique du décor en ronde-bosse. Les formes sont lisses comme dans les céramiques nazcas, un aspect accentué par le polissage soigné des pièces. On ne retrouve pas les décors gravés ou estampés qui caractérisent les céramiques lambayeque ou cupisnique.
Les céramiques étaient généralement décorées avant d’être cuites. La céramique mochica se distingue de celle des autres civilisations précolombiennes par l’utilisation de couleurs caractéristiques. La céramique du nord comporte des peintures ou reliefs rouges ou lie-de-vin sur un fond crème ou orangé. La céramique du sud privilégie les motifs ocre sur un fond blanc ou crème.
L’utilisation exclusive d’oxydes métalliques ferreux en lieu et place de pigments végétaux explique l’absence des tonalités vertes et bleues.

### La cuisson
La cuisson des pièces était réalisée dans des fours à bois à feu ouvert, dont divers vestiges archéologiques ont été retrouvés. Ils se composaient d’une fosse de faible profondeur dans laquelle étaient disposées les céramiques à cuire. La fosse et son foyer étaient recouverts de fagots de branchages de caroubier et de huarango puis isolés par une couche de fumier. Alimenté en air par des canalisations en céramique, le four à feu ouvert ne permettait pas d’obtenir une atmosphère réductrice et les poteries obtenues prenaient la coloration de rouille rougeâtre caractéristique de l’oxyde de fer. Les décors d’engobe colorés et l’absence d’émaux laissent supposer des températures de cuisson assez faibles, de l’ordre de 800 à 900 °C.

## Caractères stylistiques
Malgré le procédé répétitif du moulage, les céramiques mochicas ont une grande variété de formes et de motifs.
L’art moche, influencé par le Chavín et le Cupisnique, marque toutefois un progrès considérable par rapport à ceux des cultures antérieures. Les sculptures et les dessins sont fins et réalistes, parfois ornés de nacre, pièces en os, voire d’or. Dans la dernière période de la culture moche, les céramiques prennent un ton plus sombre, jusqu’au noir, annonciateur de l’art Chimú.
Les pièces ont généralement une forme ovoïde mais certaines céramiques sont parallélépipédiques ou cylindriques. La majorité des pièces comportent une anse-goulot en forme d’étrier dont l’évolution stylistique a permis la classification en périodes de la céramique mochica. Ces bouteilles à anse-étrier pourraient avoir été associées à des cérémonies rituelles. On les retrouve fréquemment en grande quantité dans les sépultures.
On distingue trois typologies de céramiques : les céramiques communes, les céramiques à décor graphique et les céramiques sculptées en ronde-bosse.

### Céramiques communes
Ce sont principalement des bouteilles à anse-étrier, des cruches, des plats et des coupes en corolle. Leur décoration géométrique est bicolore, lie-de-vin sur crème.

### Céramiques à décor graphique
Elles comportent des décors complexes travaillés au pinceau fin, de plumes ou de poils, sur des tracés parfois préalablement gravés au stylet. Les dessins sont en aplats de couleur, toujours bicolores. Les personnages sont représentés de profil avec un enrichissement graphique au pinceau fin. Les motifs représentés incluent des animaux, des plantes et de multiples scènes de la vie quotidienne, religieuse ou même sexuelle.

### Céramiques sculptées en ronde-bosse
Ce dernier type représente généralement des objets ou scènes de la vie courante : fruits, légumes ou animaux, scènes d’agriculture, de pêche, de métallurgie ou de tissage, scènes érotiques, scènes de guerres ou encore de sacrifices.
- Parmi les céramiques sculptées en ronde-bosse, des vases-bouteilles à corps ovoïde sont décorés ou sculptés et surmontés de l’anse-étrier caractéristique.

- Les huacos retratos, ou « vases-portraits », essentiellement présents dans les régions méridionales, représentent l’apogée de la représentation moche et arborent fréquemment des expressions comme le rire, la colère ou la réflexion, reflétant certainement la personnalité de leur propriétaire. Des personnalités importantes faisaient parfois réaliser des céramiques à leur effigie, mais les vases-portraits représentent toutes les classes et types sociaux : hommes ou femmes, enfants ou vieillards, artisans ou agriculteurs, malades ou aveugles.

- Le copero (« porteur de coupe ») était également représenté couramment dans l’iconographie mochica. Cette fonction était l’une des composantes majeures des rituels sacrés et des rites religieux mochica. On retrouve souvent le copero dans les scènes de sacrifices de prisonniers.

- Les vases à deux corps, décorés de noir sur fond crème, comportent de nombreuses scènes mythologiques, notamment des représentations du dieu Ai Apaec. Beaucoup de poteries sont aussi modelées en combinant des parties de plusieurs animaux, en humanisant des animaux ou en associant à des figures humaines des attributs zoomorphes. Ces céramiques reflètent l’omniprésence d’une divinité supérieure, mi-homme, mi-félin.

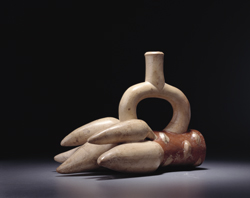
tubercule de manioc
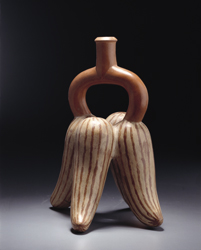
fruits de Cyclanthera pedata

## Règles et conventions iconographiques

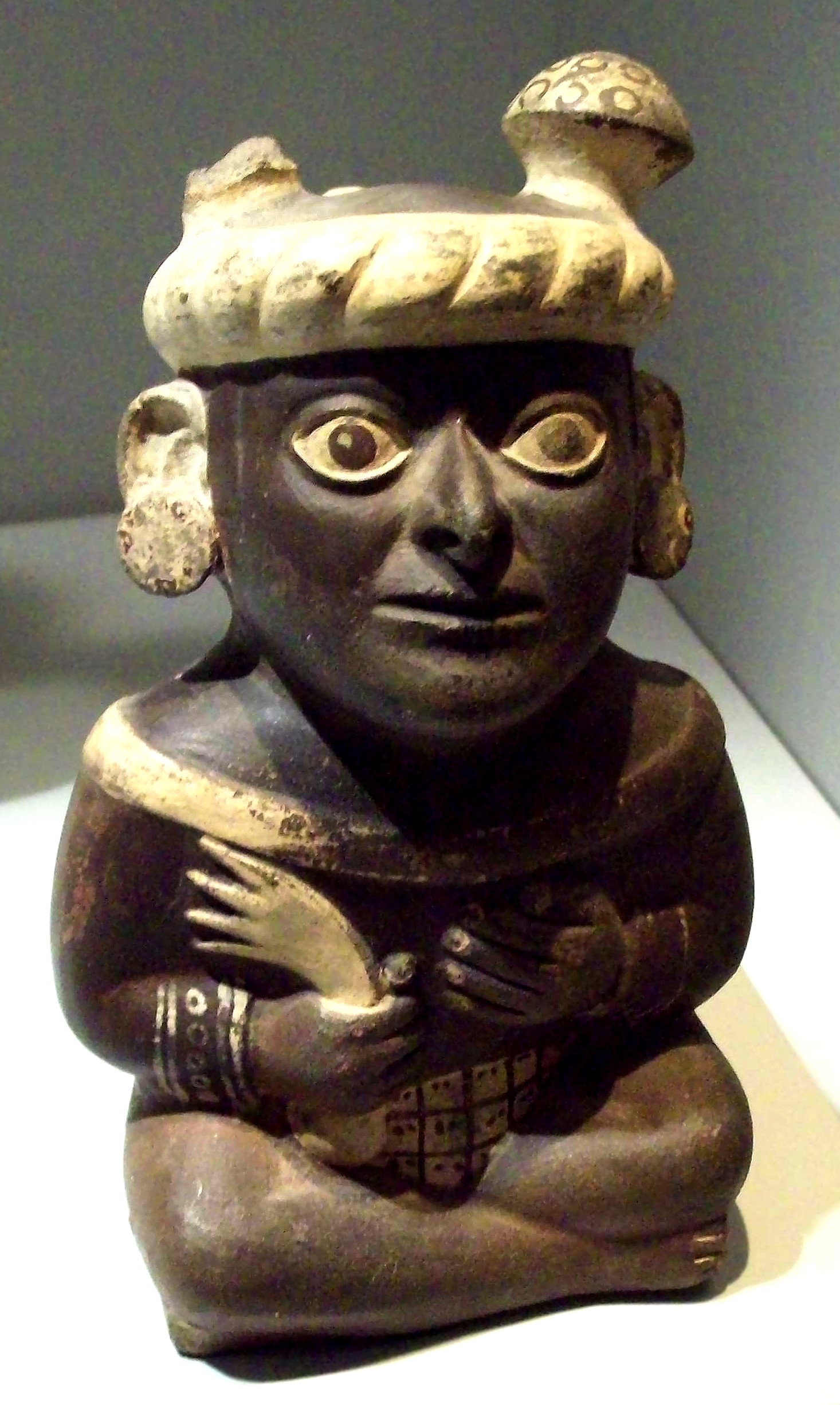
Noble Moche (musée d’Amérique, Madrid).

Malgré une apparente liberté formelle, l’art mochica impose en réalité des canons esthétiques rigides à la représentation du monde. Ce vocabulaire esthétique comporte sa propre syntaxe et s’apparente, pour ces peuples qui n’ont pas laissé de traces d’une écriture, à un véritable langage.
On constate une différence de traitement entre les pièces ornées de scènes de la vie quotidienne, inventives et parfois cocasses et le caractère figé des représentations religieuses - telles les images de la divinité Ai apaec - ou rituelles. Parmi celles-ci, les scènes de guerre, de pêche ou de chasse confirment la dimension religieuse de ces événements.

### Les dimensions relatives
- Les personnages : dans les représentations combinant plusieurs personnages, ou bien des personnages et des animaux, les échelles relatives sont généralement respectées, reproduisant les rapports réels entre leurs modèles. Les mains et les têtes des personnages ou animaux, ainsi que les attributs sexuels sont par contre fréquemment exagérés. Des exceptions à ce respect des échelles apparaissent lorsque des personnages de rangs différents sont représentés conjointement ou lorsque l’occupation de l’espace de la poterie impose une réduction des dimensions.
- Les objets : les ornements ou les petits objets sont représentés frontalement (ornements du visage ou des oreilles).
- Les créatures non humaines : elles sont représentées de profil, mais l’œil et les moustaches restent de face. Pour une meilleure identification, certains animaux tels que les crabes, les raies, pieuvres, araignées et mille-pattes sont représentés de dessus. Crabe, raie, poulpe, araignée s’anthropomorphisent de manière inhabituelle. Les plantes, quant à elles, sont représentées de profil à l’exception des plantes aquatiques.

### La distorsion
Dans les représentations humaines, la céramique mochica combine les vues de face, de profil et de dessus selon les parties du corps. Le corps, les yeux, les mains sont figurés de face tandis que les bras, jambes et pieds apparaissent de profil. Les pieds et mains, dont les doigts sont intégralement représentés, font l’objet d’une figuration conventionnelle. Les pouces disposés au-dessus des mains ne permettent pas de différencier les membres gauches ou droits.

### La perspective
La représentation de figures plus réduites sur la partie supérieure des poteries suggère qu’elles sont plus éloignées que le sujet principal.

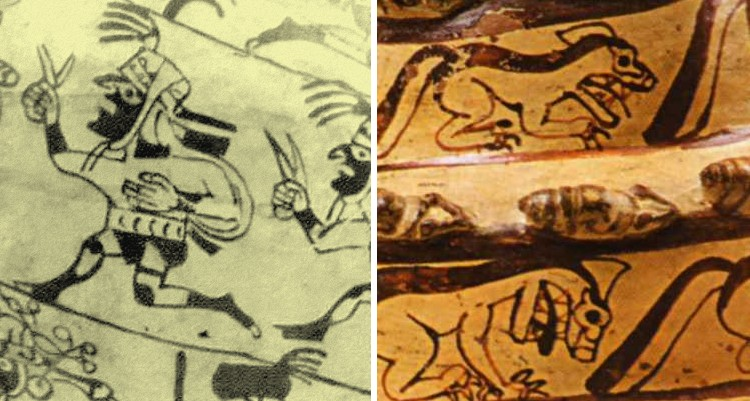
Types de décors graphiques mochica, personnages et animaux sont représentés de profil.

### La hiérarchie
Les personnages de rang élevé sont représentés assis sur des plates-formes ou des litières, vêtus de costumes et d’ornements. Ils peuvent être accompagnés d’un félin.
Les personnages de rang inférieur ne portent pas d’ornements, sont peu vêtus et vaquent à des tâches domestiques. La taille relative des personnages reflète également leur importance hiérarchique.
Dans les scènes de bataille, le décor reflète clairement la perte de dignité entraînée par la situation du vaincu. On trouve des prisonniers dévêtus et enchaînés, contrastant avec des vainqueurs qui conservent le privilège de leur litière et de leurs ornements.

### Le décor graphique
Comme pour les huacos en ronde-bosse, les céramiques à décor graphique exploitent tout l’éventail des représentations en se limitant à deux teintes contrastées.
Les décors géométriques, fréquents dans les premières périodes sont manifestement influencés par les décors en négatif des potiers de Viru et Vicús. Les décors naturalistes représentent des scènes de la vie quotidienne, des animaux ou des plantes.
Les décors symboliques ou religieux font appel à des représentations de créatures anthropo-zoomorphes. L'association de caractéristiques zoomorphes et anthropomorphes est largement présente dans les décors symboliques ou religieux ornant les céramiques mochica. Ces combinaisons sont employés dans la représentation de divinités renvoyant à la mythologie mochica. Certains attribues comme la bouche de félin peuvent être également lié à la figuration de membre de l'élites ou de haut dignitaires symbolisant le pouvoir de l'individus représenté. Le motif du hibou est quant à lui largement représenté au début de la période, et est associé à la figure du prêtre qui porte ailes et bec dans certaines représentations graphiques ornant les céramiques. Certaines divinités sont représentés de face contrairement à la majorité des personnages qui sont généralement représentés de profil.

## Évolution et périodes de la céramique mochica

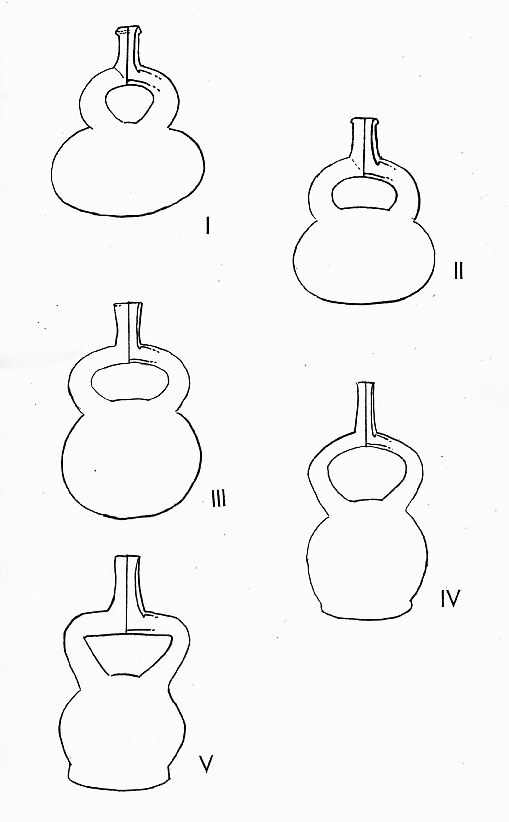
Les cinq phases de la céramique mochica

Les spécialistes distinguent généralement cinq périodes caractérisées par la variation de la forme de l’anse-goulot en étrier. Les décors sont variés, entre le modelage, le relief, l’incision, la peinture, ou encore le dessin au trait, dans des tons lie de vin sur crème. Parfois, ces poteries peuvent être noires (Mochica III) ou à engobes gris ou polychromes (Mochica V).
Les céramiques évoluent vers plus de réalisme, de vie et une plus grande complexité, et la poterie mochica est la première qui parte à la conquête de l’expression (personnages hilares). Les thèmes sont donc riches et variés : félins, guerriers portant bouclier rond, masse d’arme, tunique en coton et casque, ou encore chamans mastiquant de la coca mêlée à de la chaux.
Les deux premières périodes correspondent au Ier siècle av. J.-C. et au Ier siècle apr. J.-C. Il ne s’agit donc pas encore à proprement parler de la culture moche, mais plutôt des cultures Vicús, Salinar et Gallinazo.
- Mochica I : petits vases-portraits. Décor zoo, phyto ou anthropomorphe. Vases à anse-étrier généralement décorés ou incrustés de pierres ou de nacre. Les goulots sont courts et comportent une lèvre en relief qui forme bourrelet, l’anse-étrier est trapue. Les décors sont graphiques et géométriques.
- Mochica II : cette période connait un progrès dans la cuisson des pièces qui sont plus élancées avec des parois plus fines. Le goulot s’allonge tandis que son bourrelet se réduit. Les décors géométriques gagnent en finesse et des décors zoomorphes d’excellente facture apparaissent.

Les périodes 3 et 4 s’étendent du IIe au Ve apr. J.-C.
- Mochica III : vases-portraits à motifs zoomorphes ou anthropomorphes, uniques par leur réalisme et la perfection de leurs proportions. Ils sont totalement décorés de motifs géométriques, de scènes de la vie quotidienne ou de scènes religieuses. La qualité de la céramique s’affine, les vases sont d’une capacité légèrement supérieure à celle des pièces Mochica II, leur goulot perd la lèvre supérieure et prend une forme élancée et convexe. La finition des pièces fait appel à un enduit d’engobe poli.
- Mochica IV : l’anse-étrier prend progressivement une forme trapézoïdale, avec un goulot long et fin. L’anse-étrier dépasse fréquemment en taille le corps de la céramique. Les scènes complexes se multiplient et l’on voit apparaître de nouvelles formes et des paysages.

La période 5 s’étend du VIe au VIIIe siècle.
- Mochica V : les motifs deviennent audacieux, baroques et décadents tant dans les formes que dans le décor. On constate un glissement vers les thèmes marins, rarement présents dans la céramique des périodes antérieures. La présence de divers dieux marins est une caractéristique de la période Mochica V, avec l’apparition d’embarcations en balsa ou en jonc, occupées généralement par deux personnages. L’anse-étrier prend définitivement une forme trapézoïdale, surmontée par un goulot allongé et tronconique. Le décor devient prédominant, supplantant la sculpture des périodes antérieures.

## Chronologie de la céramique précolombienne du Nord-Pérou
|  |  |  |

Bleu, violet : peuples des régions côtières — Marron : peuples des régions andines.

## Galerie

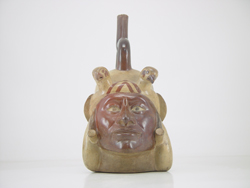
Céramique portrait mochica
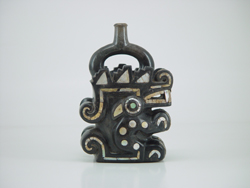
Félin rampant mochica